# 灰與雪

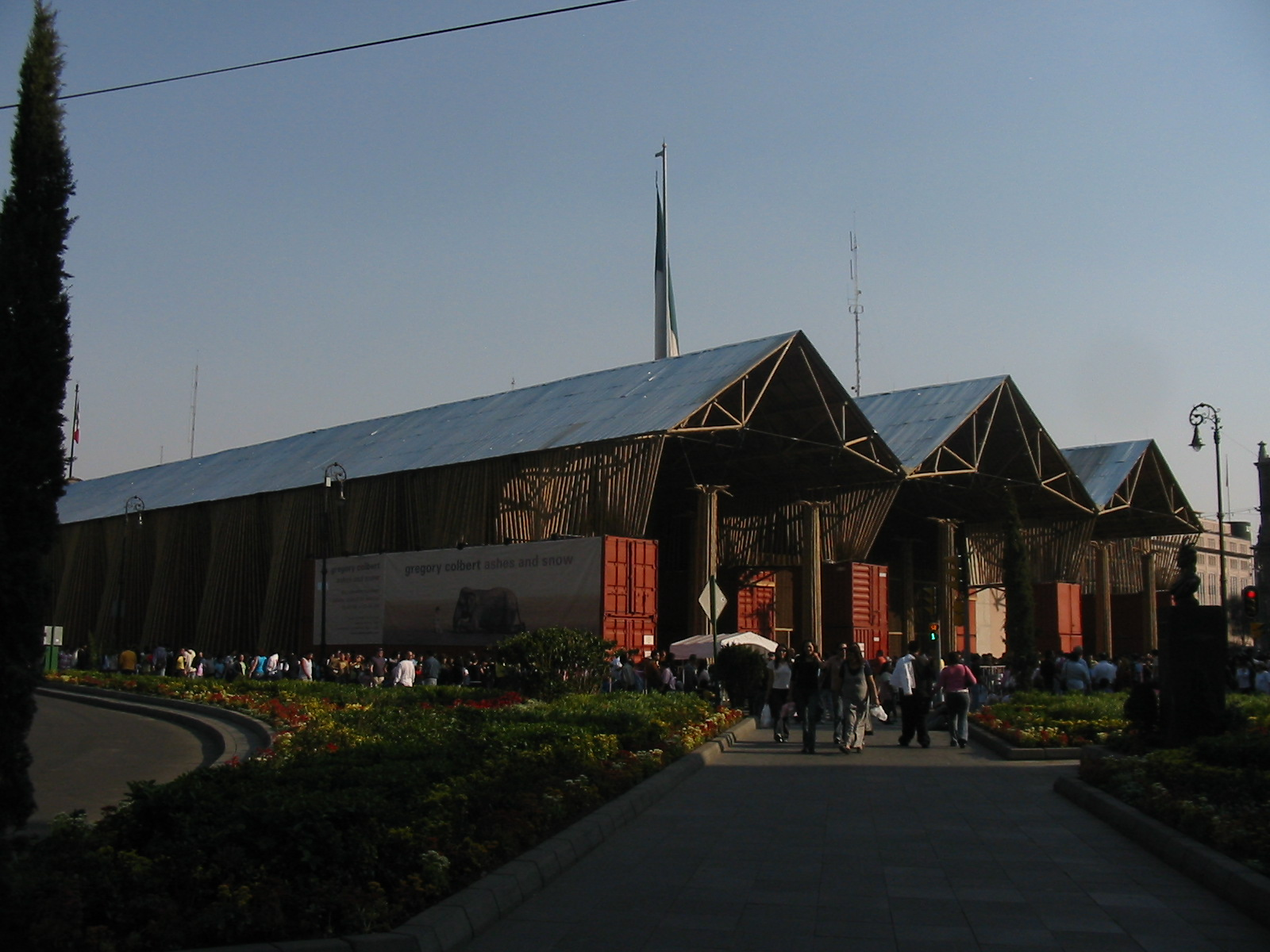
這張圖片就是灰與雪

加拿大藝術家葛雷哥里·柯北（Gregory Colbert）創作的《灰與雪》（Ashes and Snow），是個結合了攝影、影片和書信體小說的裝置藝術作品，用意在探索人類與動物間共通的詩意感性。設於專為本展而設立的短期展覽場地遊牧美術館中，作品與場地合一，旅行各處展出。 到目前為止，《灰與雪》已經周遊過威尼斯 、紐約、聖塔莫尼卡、東京和墨西哥城，吸引了一千萬餘人次的觀眾。踴躍的程度，就在世藝術家而言，可說史無前例。

## 作品描述
每一展覽皆由結合五十件以上大型複合媒體的攝影作品和三部影片裝置而成。攝影作品大約是3.5×2.5公尺大小（11.5×8.25呎），都印在和紙上，再敷一層保護蠟。影片包含一部全長60分鐘的35釐米長片和兩部「俳句」短片。所有相片和影片的影像都未曾經過數位技法加以拼貼或是疊印。
這些影片是詩意的陳述，而非紀錄。長片《灰與雪》：電影是由兩度榮獲奧斯卡金像獎的皮耶托斯．卡里亞（Pietro Scalia）所剪輯。旁白配音，英語片是由勞倫斯．費許朋（Laurence Fishburne），西班牙語片是由安立奎．羅查（Enrique Rocha），日語片是由渡邊謙（Ken Watanabe），法語片由珍夢露（Jeanne Moreau）。未來的旁白將包括葡萄牙語、俄語、華語、阿拉伯語、德語和義大利語。合作的音樂家包括麥可．布魯克（Michael Brook）、大衛．達林（David Darling）、漢納‧郭貝爾（Heiner Goebbels）、莉莎．哲拉德（Lisa Gerrard）、魯卡斯．佛斯（Lukas Foss）、努斯拉．法帖阿里汗（Nusrat Fateh Ali Khan），和吉凡．葛斯帕楊（Djivan Gasparyan）。
《灰與雪》標題指的是展覽中的文學部份——講述某男子在一年旅程當中，給妻子寫了365封信的虛構情事。影片中的陳述便由這些信件片段所組成。葛雷哥里·柯北所著的《灰與雪：書信體小說》，已於2004年出版。
自1992年起，葛雷哥里·柯北已經完成了六十多趟遠征，到過印度、緬甸、斯里蘭卡、埃及、多明尼加、伊索匹亞、肯亞、東加共和國、奈米比亞和南極洲等地，去拍攝人類和動物互動的影片和相片。攝影過的動物包括︰大象、鯨魚、海牛、埃及聖鷺、赤頸鶴、金鵰、矛隼、馬來犀鳥、獵豹、美洲豹、非洲野狗、獰貓、狒狒、巨羚、貓鼬、長臂猿、紅毛猩猩和鹹水鱷魚。攝影過的人則包括緬甸和尚、入神舞者、桑族人，以及來自世界各地的原住民。到今天為止，柯北合作過的動物已超過130個種類。
2002年，《灰與雪》首度在威尼斯的愛爾斯內拉造船廠公開展出，不但得到評家推崇，也受到大眾讚賞。艾倫．萊定在《紐約時報》的文章裡說葛雷哥里．柯北在威尼斯展出的作品：「這些泥土色調的相片印在和紙上，然而這些影像所以動人與其說是來自形式之美 ，不如說是來自那縈繞觀眾的情調。而且作品不具文字說明，因為如何或是在何時何地拍攝，其實無關緊要。它們只是許多扇窗子，通往一個時間由寂靜和耐心主宰的世界。」

## 遊牧美術館
葛雷哥里·柯北於1999年便構想一座能持久的巡迴美術館。在他設想中，這美術館既可輕易隨地搭建，又好回收利用；此外，建築本身便是裝置作品的一部分，隨同作品巡迴全球展出。
遊牧美術館於2005年在紐約問世，建築的靈感源自愛爾斯內拉造船廠。最早的遊牧美術館利用運輸貨櫃疊成棋盤式樣，以此創造外牆和內牆。自2006年巡迴到洛杉磯與2007年到東京展出後，遊牧美術館的建築繼續不斷在演變。
最新的遊牧美術館座落於墨西哥城的鄒克婁中央廣場 （Zócalo），由哥倫比亞建築師西蒙．華勒茲與葛雷哥里．柯北一起合作設計，利用南美刺竹為主要建材，來展示持久與創新兼顧的建築原則。這座遊牧美術館佔地5,130平方公尺（55,218平方呎），除了首創之外，並是世界上最大的竹材建築。
正如《灰與雪》的各個組成部份，遊牧美術館將隨每一展出地點，不斷配合實地重新設計。
遊牧美術館的《灰與雪》預計將於2009年在巴西開幕。計劃中並將在歐洲、亞洲和中東地區做更多的展出。

## 評家讚譽
葛雷哥里．柯北的《灰與雪》得到北美洲、南美洲、歐洲、亞洲和非洲大多主要媒體報導，包括CNN、西班牙語CNN、國際CNN、國際BBC、歐洲新聞、電視網 （墨西哥）、阿茲塔克電視台（墨西哥）、西班牙語電視台－TVE（西班牙）、ABC、NBC、CBS、A&E、RTVi（俄國）、NHK（日本）、PBS、RAI電視（義大利）、福斯電視台、CTV（加拿大）、CCTV（中國）、ZDF（德國）、IRI（伊朗）和TBS（日本）。 
- 「一位新大師誕生了。」——《相片雜誌》，2005
- 「我們（墨西哥人）即將發現一件前所未見的東西，一座讓我們能體驗光、空間和科學神奇的神廟⋯⋯一旦置身這美術館中，你便成了其中的一部份；而在離去以後，你的一部份留在了那裡。」——華金．洛佩斯–多里噶《互聯電視網》，2008
- 「他的相片驚人——黃褐和紅棕色調⋯⋯紀錄了各式各樣走過他奇妙鏡頭前的美麗動物⋯⋯這地方儘管看來肅穆，卻充滿了喜悅；至於裝置本身，則是禪⋯⋯就如羅斯柯的禮拜堂放大許多。」——《華爾街日報 》，2005
- 「這些影像所以動人與其說是來自形式之美 ，不如說是來自那縈繞觀眾的情調⋯⋯它們只是許多扇窗子，通往一個時間由寂靜和耐心主宰的世界。」—— 《紐約時報》，2005
- 「在這些攝影裡⋯⋯動物和人類似乎隨一支充滿韻律和視覺美的宇宙之舞而動，打破了平常世界裡『我們』和『牠們』的區分，而進入了莊嚴的境界。 」——《相機藝術》，2005
- 「絕好 。」——《浮華世界雜誌》，2006
- 「在《灰與雪》裡沒有物種間的衝突；在那世界裡，人與動物和諧共存，活在彼此的夢裡 。」——《洛杉磯時報雜誌》，2006
- 「東京是個極度人工化的地方，導致生活其中的我們逐漸失去了自己仍住在自然界裡的情操。來到遊牧美術館，我們記起了人類活在大自然裡時想必持有的溫馨感覺。在這美術館裡，我們能和真正的自我相連。 」—— 《朝日新聞》，2007
- 「一段神奇、神祕的旅程。」——《生活雜誌》，2005
- 「在鄒克婁中央廣場中，一座竹造美術館誕生了 。它的根指向天空，而裡面有個會讓你無法呼吸的祕密：《灰與雪》展覽。」——《改革報》，2008
- 「傑出⋯⋯從每一方面來講都宏偉壯觀。」——《康迪．奈斯特旅人雜誌》，2007
- 「這些攝影以素簡和靈性來吸引人……具恆久價值，且正合乎時代需要。」——《新聞日報》，2005

- 「 葛雷哥里．柯北的攝影最攫取人心的地方……在於如夢般的平靜氣氛。這些黃褐色調的相片充滿了安詳。」——《 史密松尼博物館期刊 》，2005
- 「柯北的作品迴盪著一種光燦、穿越時代的深邃智慧，給人永恆和神聖之感……在一個熱誠、清新、再也沒有嘲諷的宇宙裡才可能——那宇宙和我們的宇宙並行，在那裡真正的神奇和敬畏依然存在。 」——《環球郵報》，2002
- 「本季最具創意的展覽……驚人的攝影展 。」——《城與鄉雜誌》，2005
- 「一場特出的展覽 。」——《經濟學人雜誌》，2006
- 「引人的人類和動物相片……反映出了驚人的和諧 。」——《史坦恩雜誌》，2006
- 「這一展覽展示了超越時空的奇特視界 。」——《歌德雜誌》，2007
- 「 《灰與雪》表現了動物和人類間和諧相處的詩意可能。」——《新聞周刊》，2007
- 「 美術館常過度清晰明亮，排除了陰影。遊牧美術館回復了美術館可能具有的神奇感。展覽和建築的動人處相互呼應，究竟是舞者還是舞蹈，簡直難以分別。〔柯北主導〕觀眾的官感，引人自然而然進入攝影中的情境，以此來傳達人不但不該，也不能和孕育人類的大自然分離的旨意。在這充滿未知和嘲諷的時候，這建築成了一個讓人能夠感受，甚至相信的地方。《灰與雪》是場單純到讓人安心又且宏大的展覽 。」——《現代畫家雜誌》，2005
- 「兩個月前幾乎沒沒無名， 葛雷哥里．柯北像顆流星劃亮了藝壇。」——《法國快報》，2002
- 「這些影像動人的力量……恆久而且神聖。」——《建築文摘雜誌》，2008
- 「他的作品具有一種近乎超自然的平靜 。」——《紐約雜誌》，2005
- 「對全世界而言，葛雷哥里．柯北……是個現代諾亞。」——《村人雜誌》，2005
- 「 葛雷哥里．柯北的軌道……超出了現實。」——《國家報》，2008
- 「bliss這個英文字無法確切譯成義大利文。然而正是這個字徹底表達了《灰與雪》這場展覽。」——《共和國雜誌》，2002
- 「有種大自然原有但已在現代社會消失的時間平靜流去之感 。」——《朝日新聞》，2007

## 外部連結
- Ashes and Snow.com
- www.imdb.com  （页面存档备份，存于）
- Flying Elephants Presents I  （页面存档备份，存于）
- Flying Elephants Presents II  （页面存档备份，存于）
- Feather to Fire  （页面存档备份，存于）